# Oślica Balaama
Oślica Balaama – obraz holenderskiego malarza Rembrandta datowany na 1626 rok.

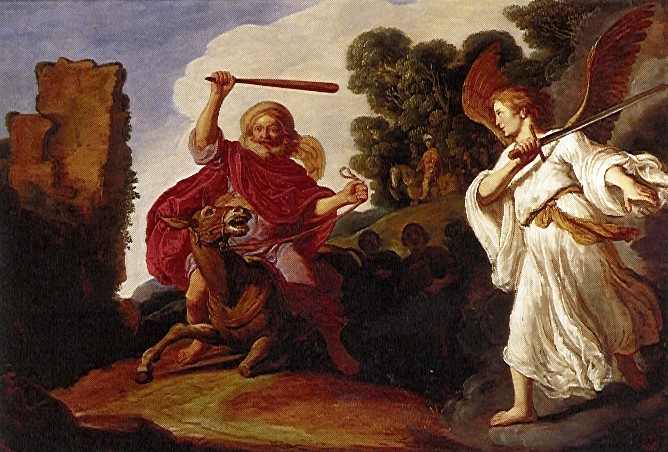
Balaam i oślica, 1622 Pieter Lastman

W wieku osiemnastu lat Rembrandt przez sześć tygodni terminował u holenderskiego malarza Pietera Lastmana w Amsterdamie. Od niego uczy się stosowania światłocienia i wzorem swojego mistrza wzbogaca paletę o żywe barwy i przejmuje teatralność przedstawianych scen historycznych. W 1622 roku Lastman maluje swoją wersję Oślicy Balaama. Cztery lata później młody Rembrandt mierzy się z mistrzem i tworzy własną interpretację starotestamentowej opowieści o oślicy i Balaamie.
Przedstawiony motyw pochodzi ze Starego Testamentu, z Księgi Liczb. Opowiada o Balaamie i jego oślicy, która przemówiła do niego, zanim Bóg zatrzymał go na drodze. Obaj malarze w podobny sposób przedstawili główną postać oraz osła. Balaam zamierza się na zwierzę, a ono przemawia do swego pana. U Lastmana anioł znajduje się nieco z tyłu, a akcja rozgrywa się na tle rozświetlonego włoskiego krajobrazu. Rembrandt z anioła uczynił jednego z głównych bohaterów epizodu. Oba dzieła choć podobne, różnią się dynamiką. U starego mistrza postacie są statyczne, gdy u Rembrandta są ściśnięte na mniejszej powierzchni, przez co kompozycja jest bardziej dynamiczna.